# Auburn (Wyoming)
Auburn és una concentració de població designada pel cens dels Estats Units a l'estat de Wyoming. Segons el cens del 2000 tenia 276 habitants.

## Demografia
Segons el cens del 2000, Auburn tenia 276 habitants, 85 habitatges, i 74 famílies. La densitat de població era de 49,8 habitants/km².
Dels 85 habitatges en un 37,6% hi vivien nens de menys de 18 anys, en un 77,6% hi vivien parelles casades, en un 8,2% dones solteres, i en un 11,8% no eren unitats familiars. En el 9,4% dels habitatges hi vivien persones soles el 5,9% de les quals corresponia a persones de 65 anys o més que vivien soles. El nombre mitjà de persones vivint en cada habitatge era de 3,25 i el nombre mitjà de persones que vivien en cada família era de 3,45.
Per edats la població es repartia de la següent manera: un 32,6% tenia menys de 18 anys, un 11,2% entre 18 i 24, un 23,2% entre 25 i 44, un 23,9% de 45 a 60 i un 9,1% 65 anys o més.
L'edat mediana era de 30 anys. Per cada 100 dones de 18 o més anys hi havia 102,2 homes.
La renda mediana per habitatge era de 33.125 $ i la renda mediana per família de 35.083 $. Els homes tenien una renda mediana de 29.583 $ mentre que les dones 15.208 $. La renda per capita de la població era de 9.932 $. Entorn del 17,3% de les famílies i el 22,3% de la població estaven per davall del llindar de pobresa.

## Poblacions més properes
El següent diagrama mostra les poblacions més properes.